# Monika Stefanowicz
Monika Drybulska-Stefanowicz, née le 15 mai 1980 à Wągrowiec, est une marathonienne polonaise.

## Biographie
Monika Stefanowicz est championne de Pologne de semi-marathon (2002, 2006) et marathon (2004, 2008, 2015). Le 20 octobre 2019, elle remporte le Marathon de Poznań en 2 h 37 min 42 s.

## Palmarès
| Date | Compétition        | Lieu           | Résultat | Épreuve  | Temps           |
| ---- | ------------------ | -------------- | -------- | -------- | --------------- |
| 2008 | Jeux olympiques    | Pékin          | 24e      | Marathon | 2 h 32 min 39 s |
| 2015 | Marathon de Łódź   | Łódź           | 1re      | Marathon | 2 h 29 min 28 s |
| 2016 | Jeux olympiques    | Rio de Janeiro | 23e      | Marathon | 2 h 32 min 49 s |
| 2019 | Marathon de Poznań | Poznań         | 1re      | Marathon | 2 h 37 min 42 s |

## Records
| Épreuve       | Performance     | Lieu      | Date             |
| ------------- | --------------- | --------- | ---------------- |
| 5 000 mètres  | 16 min 38 s 62  | Wrocław   | 13 juin 1999     |
| 10 km         | 33 min 33 s 17  |           | 1er janvier 2002 |
| 15 km         | 55 min 39 s     | Kołobrzeg | 20 mars 2004     |
| Semi-marathon | 1 h 12 min 14 s | Paderborn | 4 avril 2015     |
| Marathon      | 2 h 28 min 26 s | Hambourg  | 17 avril 2016    |